# 大木香乃
大木 香乃（おおぎ かの、1971年〈昭和46年〉12月29日 - ）は、関東地方を拠点に活動していた日本のフリーアナウンサー。

## 来歴
愛知県豊橋市出身。東京女子大学文理学部英米文学科を卒業後、東北放送に入社。同局のアナウンサーを務めた後、圭三プロダクション所属のフリーアナウンサーになる。フリーに転じてからは、ブライダル業界志望者向けのスクールの講師も務めていた。

## 担当番組

### テレビ番組
- TBCニュースの森（東北放送） - 天気キャスター
- ただいまワイド（東北放送） - 中継リポーター
- TXNニュースアイ（テレビ東京） - 東京証券取引所中継キャスター
- サテライトJ（BSジャパン） - キャスター
- ITライブ（ビジネス・ブレークスルー） - キャスター
- BSフジNEWS（BSフジ） - 東京証券取引所中継キャスター

### ラジオ番組
- スッピンナイト（TBCラジオ）
- 田沼佳之と大木香乃のJumpin' Hot Wave（TBCラジオ）
- Pop School Days（TBCラジオ）[3]
- TBCこども音楽コンクール（TBCラジオ）[3]
- ごきげんMODE 午前でCHU!（TBCラジオ）[3]
- 渡部勝彦の音楽レストラン（TBCラジオ）
- スカットいい汗さわやか甲子園（TBCラジオ）
- サンデーパーキング（TBCラジオ） - 13時台・14時台『Panic Ranking』パーソナリティ[6]
- キャップ予備校（TBCラジオ）
- ボリュームワイド 哲ちゃん印（TBCラジオ[注釈 1]） - ラジオカーリポーター[6]
- CANDIES MUSIC（キャンシステム） - アシスタント